# Żółty szlak im. Piotra Diernowa w Olsztynie
 Żółty szlak im. Piotra Diernowa w Olsztynie – pieszy szlak w Olsztynie, znajdujący się niemal w całości na terenie Lasu Miejskiego. Rozpoczyna się w Jakubowie, a kończy na terenie osiedla Podleśna przy szpitalu onkologicznym. Jego długość wynosi 10,3 km.

## Charakterystyka
Szlak żółty w zdecydowanej większości wiedzie ścieżkami Lasu Miejskiego. Startuje w Jakubowie, skąd pierwsze 800 metrów biegnie wspólnie ze szlakiem błękitnym. Po rozejściu obu szlaków mija Stadion Leśny oraz strzelnicę LOK. Po trzech kilometrach dochodzi do jeziora zaporowego, powstałego w celu uruchomienia tu w 1907 roku elektrowni wodnej, pierwszego tego typu obiektu energetycznego w Olsztynie. Zaraz za jeziorem szlak żółty przecina się ze szlakiem czerwonym. Miejscami można trafić tu na ostre i strome podejścia. Po 4,8 km szlak przecina drogę Olsztyn-Dobre Miasto, po czym wiedzie wzdłuż rzeki Wadąg. Następnie na krótko opuszcza teren lasu. W pobliżu tego miejsca znajduje się głaz, upamiętniający śmierć patrona szlaku, szeregowego Piotra Diernowa. Po ponad trzech kilometrach od przecięcia szosy szlak dociera do schroniska dla zwierząt. Następnie leśną drogą kieruje się ku ulicy Jagiellońskiej, gdzie kończy swą trasę przy szpitalu onkologicznym.

## Trasa
| km    | Miejsce na trasie          | km    |
| ----- | -------------------------- | ----- |
| 0,00  | Jakubowo                   | 10,30 |
| 3,00  | Jezioro zaporowe           | 7,30  |
| 4,80  | Szosa Olsztyn-Dobre Miasto | 5,50  |
| 8,00  | Schronisko dla zwierząt    | 2,30  |
| 10,30 | Szpital onkologiczny       | 0,00  |

## Komunikacja
| Miejsce na trasie          | Przystanek           | Linie autobusowe                                       |
| -------------------------- | -------------------- | ------------------------------------------------------ |
| Jakubowo                   | Jakubowo             | 7 - Z Dworca Głównego PKP 10, 17 - Pozostałe linie     |
| Szosa Olsztyn-Dobre Miasto | Las Miejski          | 23 - Do Śródmieścia                                    |
| Szpital onkologiczny       | Jagiellońska-Szpital | 2, 26 - Do Dworca Głównego PKP 8, 12 - Pozostałe linie |